# قانون مكافحة الاحتكار في الولايات المتحدة

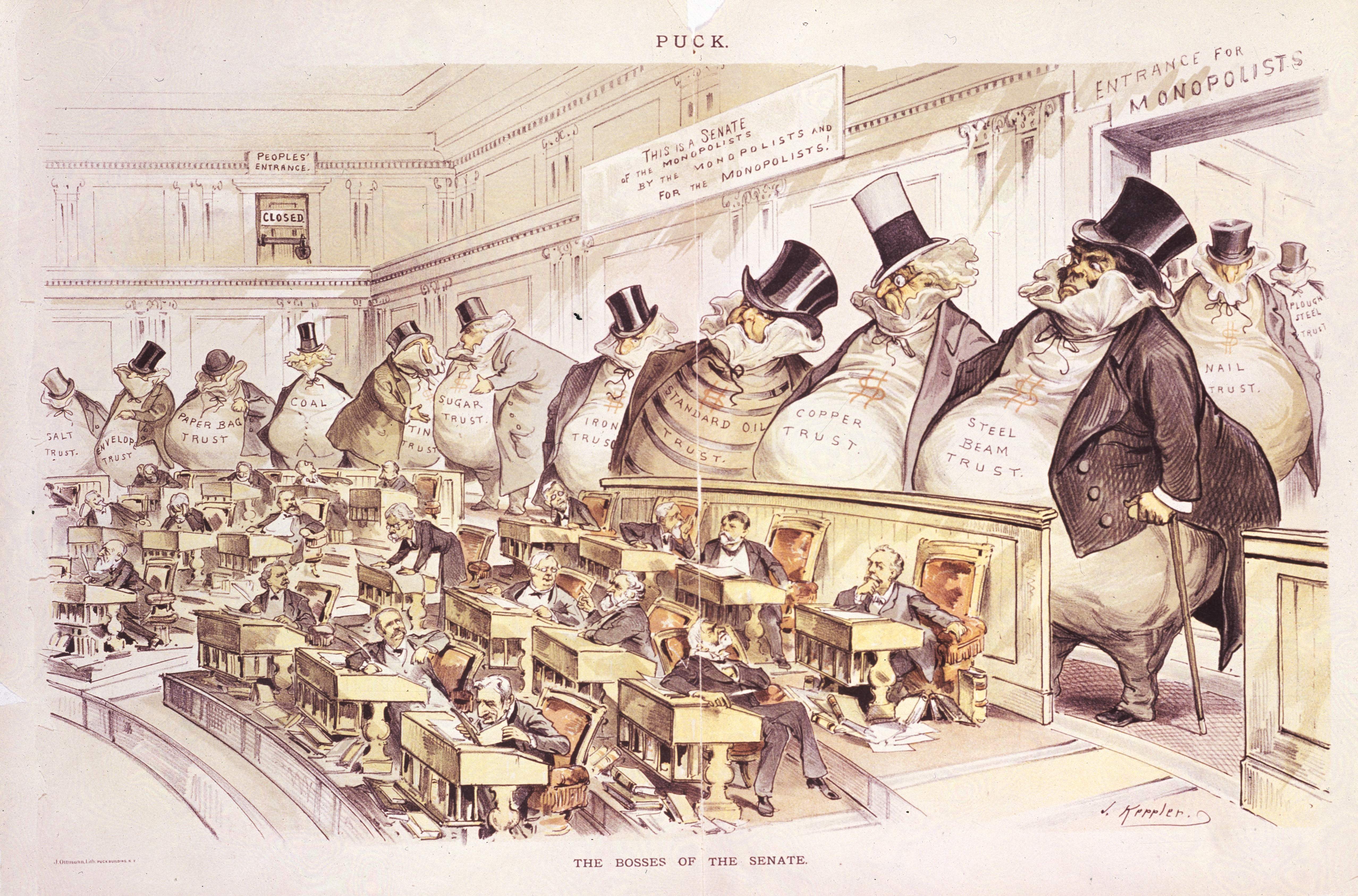
رؤساء مجلس الشيوخ ، رسم كاريكاتوري لجوزيف كيبلر. نُشر لأول مرة في Puck 1889. (تم نشر هذه النسخة من قبل شركة J. Ottmann Lith. وتحتفظ بها شركة.

يُعتبَر قانون مكافحة الاحتكار في الولايات المتحدة مجموعة من القوانين الفيدرالية في الغالب، التي تنظم سلوك وتنظيم الشركات التجارية، وتهدف بشكل عام إلى تعزيز المنافسة ومنع الاحتكارات. القوانين الأساسية لمكافحة الاحتكار هي قانون شيرمان لعام 1890، وقانون كلايتون لعام 1914 وقانون لجنة التجارة الفيدرالية لعام 1914. تخدم هذه القوانين ثلاثة أهداف رئيسية. أولًا، تحظر المادة 1 من قانون شيرمان تثبيت الأسعار وعمليات الكارتلات، وتحظر ممارسات التواطؤ الأخرى التي تقيد التجارة. ثانيًا، يقيد القسم 7 من قانون كلايتون عمليات اندماج واستحواذ المنظمات التي قد تقلل المنافسة بشكل كبير أو تميل إلى الاحتكار. ثالثًا، تحظر المادة 2 من قانون شيرمان الاحتكار.
تنص قوانين مكافحة الاحتكار الفيدرالية على الإنفاذ المدني والجنائي لقوانين مكافحة الاحتكار. يجوز للجنة التجارة الفيدرالية وقسم مكافحة الاحتكار في وزارة العدل الأمريكية والأطراف الخاصة المتأثرة بشكل كافٍ رفع دعاوى مدنية في المحاكم لفرض قوانين مكافحة الاحتكار. عمومًا، وحدها وزارة العدل مَن ينفذ القانون الجنائي لمكافحة الاحتكار. يوجد أيضًا قوانين لمكافحة الاحتكار تتحكم بالتجارة التي تحدث فقط داخل حدود الولايات الأمريكية.
يُعتبر نطاق قوانين مكافحة الاحتكار، والدرجة التي يجب أن تتدخل في حرية المؤسسة في ممارستها الأعمال التجارية، أو في حماية الشركات الصغيرة والمجتمعات والمستهلكين موضع نقاش قوي. يجادل بعض الاقتصاديين بأن قوانين مكافحة الاحتكار تعيق المنافسة بالفعل، وقد تثني الشركات عن متابعة الأنشطة التي تعود بالفائدة على المجتمع. بحسب إحدى وجهات النظر، يجب أن تركز قوانين مكافحة الاحتكار فقط على الفوائد التي تعود على المستهلكين والكفاءة العامة، بينما ترى مجموعة واسعة من النظرية القانونية والاقتصادية أن دور قوانين مكافحة الاحتكار هو أيضًا التحكم في القوة الاقتصادية من أجل المصلحة العامة. وجدت دراسة استقصائية شملت 568 اقتصاديًا عضوًا في الجمعية الاقتصادية الأمريكية (AEA) في عام 2011 إجماعًا شبه عالمي، إذ وافق 87% من المستجيبين على عبارة «يجب تطبيق قوانين مكافحة الاحتكار بقوة».

## المصطلح
في الولايات المتحدة وكندا، يُطلق على القانون الحديث الذي يحكم الاحتكارات والمنافسة الاقتصادية اسمه الأصلي «قانون مكافحة الاحتكار». جاء مصطلح «مكافحة الاحتكار» من ممارسات الصناعيين في أواخر القرن التاسع عشر في استخدام الترتيبات القانونية لقانون التوكيل (إدارة الممتلكات)، وهي ترتيبات قانونية يُعطى فيها الأشخاص أو الكيانات ملكية الممتلكات للاحتفاظ بها لمنفعة شخص آخر فقط، لتوحيد الشركات المنفصلة في تكتلات كبيرة. تلاشى استخدام «ائتمانات الشركات» في أوائل القرن العشرين عندما أصدرت الولايات الأمريكية قوانينًا تسهل إنشاء شركات جديدة. تطلق معظم البلدان الأخرى الآن على قانون مكافحة الاحتكار «قانون المنافسة» أو «قانون مكافحة الاحتكار».

## تاريخيًا

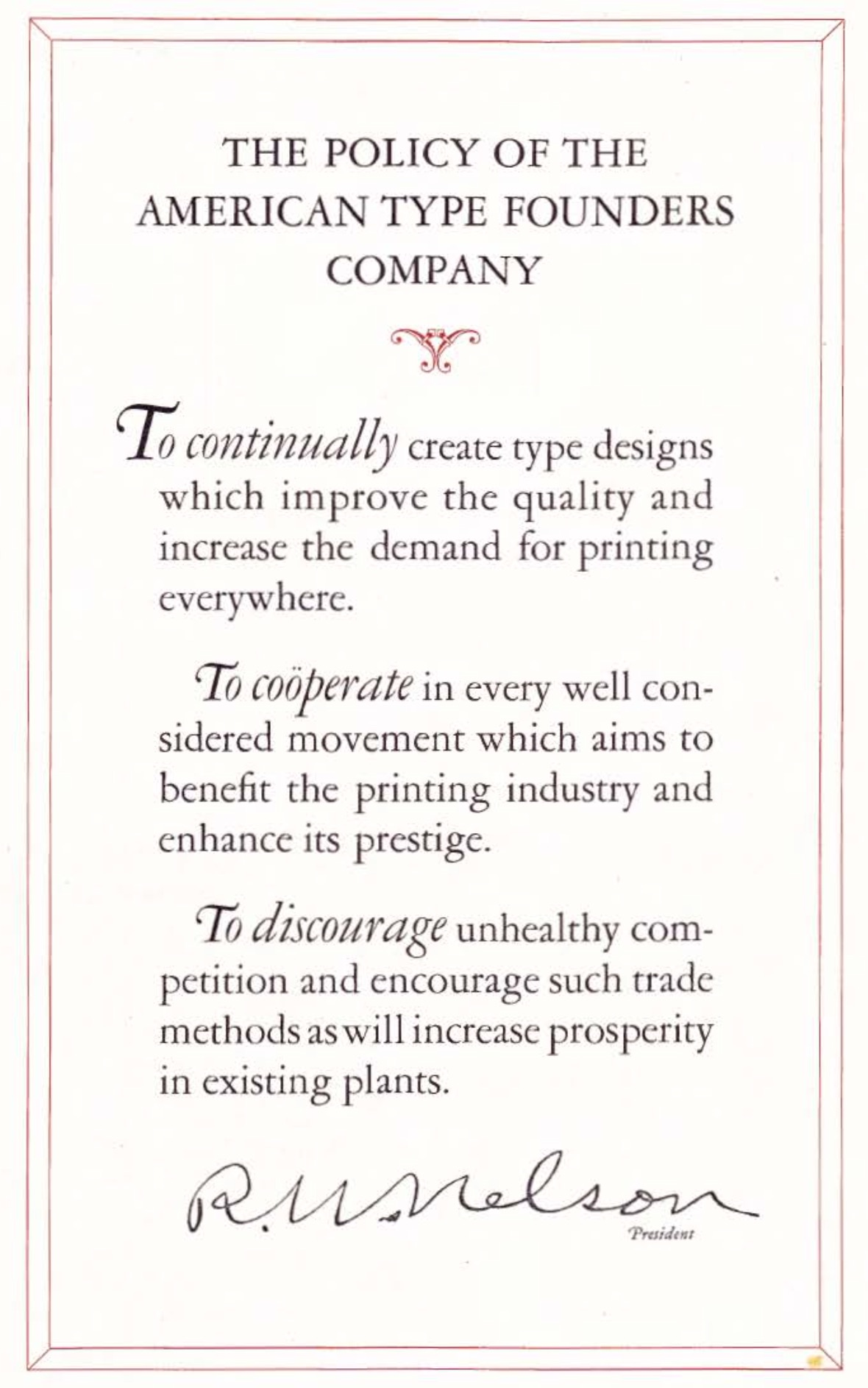
تصريح من شركة ATF لمعدات الطباعة في دليلها الذي نشر عام 1923 يوضح أنّ هدفها يتمثل في "الحد من المنافسة غير الصحية" في صناعة الطباعة.

### الصدور والسنوات الأولى (1890–1910)
صدر قانون مكافحة الاحتكار الأمريكي رسميًا في عام 1890 مع إقرار الكونجرس الأمريكي لقانون شيرمان لمكافحة الاحتكار. صدر القانون بلغة مُستخدمة على نطاق واسع «لا مثيل لها في عموميتها»، وحظر الاحتكار وكل عقد، مجموعة.... أو مؤامرة لضبط التجارة».
«يُعتبر كل عقد، يأخذ طابعًا احتكاريًا أو تآمريًا أو غير ذلك بهدف تقييد التجارة أو التبادل بين عدة ولايات، أو مع دول أجنبية، غير قانوني. يُعتبر كل شخص يبرم أي عقد أو يشارك في أي مجموعة أو مؤامرة تُعلن بموجب هذا القانون أنها غير قانونية مذنبًا بارتكاب جناية ...».
- قانون شيرمان، الباب 1.
«يُعتبر كل شخص يحتكر، أو يحاول احتكار، أو يتفق أو يتآمر مع أي شخص أو أشخاص آخرين، بهدف احتكار أي جزء من التجارة أو التبادل بين عدة ولايات، أو مع دول أجنبية، مذنبًا بارتكاب جناية....».
- قانون شيرمان، الباب 2.
بدأت المحاكم تكافح بسرعة مع لغة قانون شيرمان الفضفاضة والغامضة، مدركة أن تفسيرها حرفيًا قد يجعل حتى الكيانات التجارية البسيطة مثل الشراكات غير قانونية. بدأ القضاة الفيدراليون في محاولة تطوير مبادئ قانونية للتمييز بين القيود التجارية «الصريحة» التي قمعت المنافسة وغيرها من القيود التي كانت فقط «ثانوية» لاتفاقيات التعاون الأخرى التي عززت المنافسة.
أعطى قانون شيرمان وزارة العدل الأمريكية سلطة إنفاذ القانون، لكن رؤساء الولايات المتحدة والمدعين العامين الأمريكيين الذين كانوا في السلطة خلال تسعينيات القرن التاسع عشر وأوائل القرن العشرين أظهروا اهتمامًا ضئيلًا نسبيًا بذلك. نتيجة قلّة الاهتمام بفرض قانون شيرمان وتفسير المحاكم له بشكل ضيق نسبيًا، اجتاحت موجة من الاندماجات الصناعية الكبيرة الولايات المتحدة في أواخر تسعينيات القرن التاسع عشر وأوائل القرن العشرين. مع صعود العصر التقدمي في أواخر القرن العشرين، وضع المسؤولون العموميون تمرير وفرض قوانين مكافحة الاحتكار على رأس جدول أعمالهم. رفع الرئيس ثيودور روزفلت دعوى قضائية ضد 45 شركة بموجب قانون شيرمان، بينما رفع ويليام هوارد تافت دعوى قضائية ضد 90 شركة تقريبًا.

### ظهور «حكم العقل» (1910 -1930)
أعادت المحكمة العليا الأمريكية صياغة قانون مكافحة الاحتكار الأمريكي باسم قانون «حكم العقل» في قرارها التاريخي ضد شركة ستاندرد أويل في نيو جرسي. جادلت الحكومة بنجاح في المحاكمة أن شركة ستاندرد أويل انتهكت قانون شيرمان باستخدام التهديدات الاقتصادية ضد المنافسين وصفقات الخصم السرية مع السكك الحديدية بهدف احتكار صناعة تكرير النفط. عند الاستئناف، حكمت المحكمة العليا بأن الحصة السوقية المرتفعة لشركة ستاندرد أويل هي دليل على قوتها الاحتكارية وأمرتها بتقسيم نفسها إلى 34 شركة منفصلة. لكن أقرّت المحكمة أيضًا أن لغة قانون شيرمان التي تحظر «كل» القيود التجارية تحظر في الواقع القيود «غير المنطقية» تجارًيا فقط. قضت المحكمة بأنه ينبغي تفسير أحكام قانون شيرمان على أنه «قانون منطقي» يُقيّم بموجبه التأثيرات التنافسية لمعظم الممارسات التجارية على أساس كل حالة على حدة.
في ذلك الوقت، اعتقد العديد من المراقبين أن قرار المحكمة العليا في قضية شركة ستاندرد أويل يمثل جهدًا مستمرًا من قبل القضاة الفيدراليين المحافظين لـ «تخفيف» قوانين مكافحة الاحتكار التي ما زالت جديدة وتضييق نطاقها. رد الكونجرس في عام 1914 بإصدار قانونَين جديدَين: قانون كلايتون لمكافحة الاحتكار، الذي حظر استخدام عمليات الاندماج والاستحواذ بهدف الاحتكار وأعطى قانون مكافحة الاحتكار استثناءًا للمفاوضة المشتركة. وقانون لجنة التجارة الفيدرالية، الذي أنشأ لجنة التجارة الفيدراليةالأمريكية باعتبارها وكالة مستقلة تشترك في الاختصاص القضائي مع وزارة العدل حول إنفاذ مكافحة الاحتكار المدني الفيدرالي ولديها سلطة حظر «أساليب المنافسة غير العادلة».
على الرغم من إقرار قانون كلايتون وقانون لجنة التجارة الفيدرالية، لم يكن تطبيق مكافحة الاحتكار في الولايات المتحدة شديدًا بين منتصف العشرينيات والثلاثينيات. بناءً على خبرتهم مع مجلس الصناعات الحربية خلال الحرب العالمية الأولى، تبنى العديد من الاقتصاديين الأمريكيين والمسؤولين الحكوميين وقادة الأعمال وجهة النظر النقابية القائلة بأن التعاون الوثيق بين قادة الأعمال والمسؤولين الحكوميين يمكن أن يوجه الاقتصاد بكفاءة. تخلى بعض الأمريكيين عن الإيمان بمنافسة السوق الحرة تمامًا بعد انهيار وول ستريت عام 1929. حاول المدافعون عن هذه الآراء تمرير قانون الانتعاش الصناعي الوطني لعام 1933 وتجارب التخطيط الاقتصادي المركزي خلال المراحل الأولى من الصفقة الجديدة.
عكست قرارات المحكمة العليا في قضايا مكافحة الاحتكار خلال هذه الفترة هذه الآراء، وكان للمحكمة موقف «متسامح إلى حد كبير» تجاه التواطؤ والتعاون بين المتنافسين. أحد الأمثلة البارزة كان قرار المحكمة تجاه مجلس شيكاغو للتجارة عام 1918، والذي أقرّت فيه أن قانون مجلس شيكاغو للتجارة، الذي يحظر سماسرة سوق السلع الأساسية من شراء أو بيع الحبوب بعد إغلاق العمل في الساعة 2:00 مساءً كل يوم بحسب أي سعر بخلاف سعر إغلاق ذلك اليوم لا ينتهك قانون شيرمان. أقرّت المحكمة بأنه على الرغم من أن هذا القانون كان قيدًا على التجارة، لكن أظهر الفحص الشامل لأهداف القانون وآثاره أنه «بالكاد ينظم المنافسة، وقد يكون بذلك أحد الأشياء التي تعززها».